# Rose Mukantabana
Rose Mukantabana (* 31. August 1961 im Distrikt Nyanza, Südprovinz, Ruanda) ist eine ruandische Anwältin, Frauenrechtsaktivistin und Politikerin. Mukantabana war die erste weibliche Präsidentin der Abgeordnetenkammer Ruandas. Von 2013 bis 2015 saß sie der Afrikanischen Parlamentarischen Union vor.

## Leben
Rose Mukantabana wurde am 31. August 1961 im Distrikt Nyanza in der ruandischen Südprovinz geboren. Nach ihrem Schulabschluss begann Mukantabana als Beamtin im öffentlichen Dienst zu arbeiten, zunächst bei der staatlichen Versicherungsanstalt, später im Ministerium für öffentlichen Dienst.
1992 entschied sich Mukantabana nachträglich Recht zu studieren und besuchte die Universität Ruanda bis 1996. Anschließend begann sie bei der NGO Haguruka Association als juristische Assistentin zu arbeiten. Haguruka ist eine Nichtregierungsorganisation, die sich vor allem für Frauen- und Kinderrechte einsetzt. Sie arbeitete für mehr als neun Jahre in der Organisation, zuletzt als Koordinatorin der Rechtsabteilung bzw. in der Geschäftsführung. Mukantabana entschied sich erneut zu studieren und absolvierte an der Université Saint-Louis Bruxelles eine Postgraduierung mit einer Spezialisierung auf Menschenrechte.
2002 wechselte sie als stellvertretende Vorsitzende zum Verband Pro-Femmes, ein Verband, der die Arbeit von insgesamt 43 NGOs im Bereich der Frauenentwicklung und -rechte in Ruanda koordiniert. 2005 wechselte sie als Leiterin zur Women's Legal Rights Initiative, finanziert von der US-amerikanischen USAID, 2007 zu ActionAid International Rwanda.
2008 wurde Rose Mukantabana im Rahmen der ruandischen Parlamentswahlen im Wahlkreis Kigali in die Abgeordnetenkammer gewählt. Die Abgeordneten wählten sie anschließend zur Parlamentspräsidentin (Speaker of the Chamber of Deputies) – sie war damit die erste Frau Ruandas, die dieses Amt ausübte. 2012 wurde sie für eine Amtszeit von drei Jahren zur Vorsitzenden der Afrikanischen Parlamentarischen Union gewählt. Auch bei der Parlamentswahl 2013 wurde Mukantaba in die Abgeordnetenkammer wiedergewählt, jedoch nicht erneut in das Amt der Parlamentspräsidentin, das ihre Nachfolgerin Donatille Mukabalisa übernahm.